# Tricogena rubricosa
Tricogena rubricosa är en tvåvingeart som först beskrevs av Johann Wilhelm Meigen 1824.  Tricogena rubricosa ingår i släktet Tricogena och familjen gråsuggeflugor. Arten är reproducerande i Sverige. Inga underarter finns listade i Catalogue of Life.